# Diana Kacso
Diana da Silva Kacso (Rio de Janeiro, 26 de abril de 1953 - Pittsburgh, EUA, 01 de março de 2022), mais conhecida como apenas Diana Kacso, foi uma pianista brasileira, concertista de renome internacional.
Iniciou seu contato com o piano aos seis anos de idade, através de sua avó, Lea Araguari. Aos oito, passou a estudar com Celina Pimenta de Mello, começando a participar de concursos de piano. Anos depois, entrou para o Conservatório Brasileiro de Música, na classe de Elzira Amábile, vindo a graduar-se nessa instituição em 1971. Em 1972, ganha uma bolsa de estudos para a Juilliard School, de Nova York, e lá passa a estudar na classe de Sascha Gorodnitzski. Desde então, nunca mais deixou de residir nos EUA.
Apresentou-se em salas de concerto como Carnegie Hall, Concertgebouw e Queen Elizabeth Hall, além de diversas apresentações em rádios e TVs em diversas partes do mundo. Foi solista de orquestra na Europa, EUA e Ásia, como por exemplo com as filarmônicas de Munique, Israel, Londres, London Mozart Players, dentre outras.
Prêmios em concursos:
- Concurso Internacional de Piano do Rio de Janeiro (1976) - 3º lugar

- 9º Concurso Internacional de Piano Chopin (Varsóvia, 1975) - 6º lugar

- Concurso Internacional de Piano Arthur Rubinstein (Tel Aviv, 1977) - 2º lugar

- Concurso Internacional de Piano de Leeds (Inglaterra, 1978) - 2º lugar

- Concurso Internacional de Viña del Mar (Chile, 1978) - 1º lugar

- Concurso Internacional de Piano Gina Bechauer (Atenas, 1982) - 2º lugar

Sua performance no concurso de Leeds chamou a atenção da Deutsche Grammophon, levando Diana a gravar um LP por esta conceituada gravadora alemã, especializada em música erudita.
Em 1986, no auge de seu sucesso e reconhecimento, Diana Kacso fez uma inesperada interrupção em sua carreira. Naquele ano, apresentou-se no Festival de Inverno de Campos do Jordão (SP), e, sem nenhum aviso, retirou-se dos palcos, só voltando a fazer nova apresentação no Brasil mais de vinte anos depois, em 2007. No exterior, sua última apresentação se deu em 1992, em Savannah (EUA). A interrupção inesperada em sua vitoriosa carreira gerou surpresa e perplexidade junto ao público e crítica especializada. Ao ressurgir para as apresentações públicas, em 2007, deu algumas entrevistas, sendo porém evasiva quando perguntada sobre a causa da interrupção de mais de vinte anos em sua carreira. Malgrado o retorno em 2007, não voltou mais a ter uma agenda regular de apresentações como concertista.
Diana Kacso era descendente de húngaros pelo lado paterno. Faleceu aos 68 anos, em decorrência de um câncer, deixando marido e dois filhos, Gabriel e Benjamin.